# Yūki Amami
Yūki Amami (天海 祐希, Amami Yūki) (nascuda el 8 d'agost de 1967) és una actriu japonesa.

## Carrera
Amami es va unir a la revista Takarazuka el 1987 i es va retirar de la companyia escènica l'any 1995. Amami va ser l'actriu més jove de la història de la companyia a tenir un paper masculí de primer nivell. Com a otokoyaku (男役, rol masculí), pertanyia a la Patuleia de la Lluna (Tsuki).
Va estar involucrada en diversos musicals famosos quan estava a la companyia, com ara Gone With the Wind, on va interpretar a Rhett Butler, i Me and My Girl. Després de renunciar a l'empresa, va continuar treballant com a actriu de televisió i cinema. El 2001 va protagonitzar Inugami, amb la que va guanyar el Premi a la millor actriu al XXXIV Festival Internacional de Cinema Fantàstic de Catalunya.
El maig de 2013, Amami va patir un atac cardíac lleu després d'actuar a la producció escènica L’honneur de Napoleon al Teatre Metropolità de Tòquio. Tot i que volia tornar, va decidir abandonar el paper seguint el consell del seu metge i va escriure una carta de disculpes als seus fans.

## Filmografia

### Cinema
| Any  | Títol                                   | Paper               | Notes           | Ref   |
| ---- | --------------------------------------- | ------------------- | --------------- | ----- |
| 1996 | Christmas Apocalypse                    | Yoko Sugimura       |                 |       |
| 1998 | Ishimitsu Makiyo no Shogai              | Hana Mizuno         |                 |       |
| 1998 | Misty                                   |                     |                 |       |
| 1999 | Kuro no tenshi Vol. 2                   | Mayo                |                 |       |
| 1999 | Hissatsu! Shamisenya no Yuji            | Otoyo               |                 |       |
| 2001 | Inugami                                 | Miki Bonomiya       | Paper principal |       |
| 2001 | Rendan                                  | Sasaki Namiko       |                 |       |
| 2001 | Yawaraka na Ho                          | Kasumi Moriwake     |                 |       |
| 2001 | Sennen no Koi Story of Genji            | Hikaru Genji        |                 |       |
| 2002 | Totsunyū Seyo! Asama Sanso Jiken        | Sassa Sachiko       |                 |       |
| 2002 | Utsutsu                                 | Dona amb paraigua   |                 |       |
| 2004 | Sekai no Chūshin de, Ai o Sakebu        | Cap de Sakutaro     |                 |       |
| 2005 | Inu no Eiga                             | Miharu              |                 |       |
| 2007 | Battery                                 | Makiko Harada       |                 |       |
| 2007 | Southbound                              | Sakura Uehara       |                 |       |
| 2008 | Ponyo                                   | Gran Mamare         | Veu             |       |
| 2008 | The Magic Hour                          | Dona plorant        |                 |       |
| 2009 | Amalfi: megami no hōshū                 | Saeko Yagami        |                 |       |
| 2009 | Kaiji                                   | Rinko Endō          |                 |       |
| 2013 | Kiyosu Kaigi                            |                     |                 |       |
| 2015 | Ao no Ran                               | Sōma/Masakado Gozen |                 |       |
| 2017 | Koisaika Miyamoto                       | Miyoko Miyamoto     |                 |       |
| 2017 | Let's Go, Jets!                         | Kaoruko Saotome     |                 |       |
| 2017 | Mary i la flor de la bruixa             | Madam Mumblechook   | Veu             |       |
| 2017 | Tornado Girl                            | Mikiko Etō          |                 |       |
| 2019 | The Bucket List                         | Mako                | Paper principal |       |
| 2020 | Kaiji: Final Game                       | Rinko Endō          |                 |       |
| 2021 | What Happened to Our Nest Egg!?         | Atsuko Gotō         | Paper principal | [ 5 ] |
| 2021 | The Supporting Actors: The Movie        | Herself             |                 | [ 6 ] |
| 2023 | Baian the Assassin, M.D.                | Omi                 |                 | [ 7 ] |
| TBA  | Emergency Interrogation Room: The Final | Yukiko Makabe       | Paper principal | [ 8 ] |

### Televisió
| Any       | Títol                               | Paper                    | Notes                                             | Ref    |
| --------- | ----------------------------------- | ------------------------ | ------------------------------------------------- | ------ |
| 1997      | Singles                             | Asahi                    | Paper principal                                   |        |
| 1998      | Naguru Onna                         | Yōko Tachibana           |                                                   |        |
| 1998      | Shinsengumi Keppūroku               | Osei                     |                                                   |        |
| 1999      | Renai Sagishi                       | Hiromi Shinohara         | Episodi 1                                         |        |
| 2001      | Fighting Girl                       | Shōko Mitsui             |                                                   |        |
| 2001      | Suiyōbi no Jōji                     | Ai Sakura                |                                                   |        |
| 2002      | Toshiie and Matsu                   | Haru                     | Taiga drama                                       |        |
| 2002      | Bara no Jūjika                      | Aki Takahata             |                                                   |        |
| 2003      | Ruten no Ōhi Saigo no Kōtei         | Ri Kōran (Li Hsiang-lan) |                                                   |        |
| 2004      | Tengoku e no Ōenka Cheers           | Shizue Nakao             | Telefilm                                          |        |
| 2004      | Last Present                        | Asuka Hiraki             | Paper principal                                   |        |
| 2004–2005 | Divorce Lawyer                      | Takako Mamiya            | Paper principal; 2 temporades                     |        |
| 2005      | Joō no Kyōshitsu                    | Maya Akutsu              | Paper principal                                   |        |
| 2005      | Onna no Ichidaiki: The Second Night | Fubuki Koshiji           | Paper principal; Telefilm                         |        |
| 2005      | Kiken na Aneki                      | Takako Mimiya            | Episodi 8                                         |        |
| 2006      | Kitchen Wars                        | Makoto Kōsaka            | Paper principal; Telefilm                         |        |
| 2006      | Top Caster                          | Haruka Tsubaki           | Paper principal                                   |        |
| 2007      | Maguro                              | Natsumi Sakazaki         | Especial televisiu en dos parts                   |        |
| 2007      | Queen of Enka                       | Himawari Ōkochi          | Paper principal                                   |        |
| 2008      | Around 40                           | Satoko Ogata             | Paper principal                                   |        |
| 2009      | Fumō Chitai                         | Beniko Hamanaka          |                                                   | [ 9 ]  |
| 2009–2011 | Boss                                | Eriko Osawa              | Paper principal; 2 temporades                     |        |
| 2010      | Wagaya no Rekishi                   | Chiaki Onizuka           | Especial de televisió de tres parts               |        |
| 2010      | Gold                                | Yuri Saotome             | Paper principal                                   |        |
| 2012      | Kaeru no Ōjosama                    | Mio Kurasaka             | Paper principal                                   |        |
| 2012      | Kekkon Shinai                       | Haruko Kirishima         | Paper principal                                   |        |
| 2013      | Onna Nobunaga                       | Nobunaga Oda             | Paper principal; especial de televisió de 2 parts |        |
| 2013      | Galileo temporada 2                 | Ayane Mita               |                                                   |        |
| 2013      | Olympic no Minoshirokin             | Eiko Kasahara            | especial de televisió de 2 parts                  |        |
| 2014      | Oiesan                              | Yone Suzuki              | Paper principal                                   |        |
| 2014–2021 | Emergency Interrogation Room        | Yukiko Makabe            | Paper principal; 4 temporades                     |        |
| 2015      | Massan                              | Kazue Kawakami           | Asadora                                           |        |
| 2016      | Chef: Three Star School Lunch       | Hoshino Mitsuko          | Paper principal                                   |        |
| 2018      | As a Father of Murderer Son         | Kyoko Kanzaki            | Telefilm                                          | [ 10 ] |

### Doblatge al japonès
| Any  | Títol          | Paper             | Notes  |
| ---- | -------------- | ----------------- | ------ |
| 2011 | Real Steel     | Bailey Tallet     | [ 11 ] |
| 2015 | Els Mínions    | Scarlett Overkill | [ 12 ] |
| 2018 | Thor: Ragnarok | Hela              | [ 13 ] |

## Premis
| Any  | Organització                        | Premi                    | Obra                                              | Resultat  | Ref.   |
| ---- | ----------------------------------- | ------------------------ | ------------------------------------------------- | --------- | ------ |
| 1997 | 20ns Premis de l'Acadèmia Japonesa  | Revelació de l’any       | Christmas Apocalypse                              | Guanyador |        |
| 2002 | 25ns Premis de l'Acadèmia Japonesa  | Millor actriu secundària | Sennen no Koi: Hikaru Genji Monogatari            | Nominat   |        |
| 2002 | 44ns Premis Blue Ribbon             | Millor actriu            | Inugami, Rendan, Sekai no Chūshin de, Ai o Sakebu | Guanyador |        |
| 2002 | 23ns Festival de Cinema de Yokohama | Millor actriu secundària | Inugami, Rendan                                   | Guanyador |        |
| 2004 | Television Drama Academy Awards     | Millor vestuari          | Rikon Bengoshi                                    | Guanyador |        |
| 2004 | Television Drama Academy Awards     | Millor actriu            | Last Present                                      | Guanyador |        |
| 2005 | Television Drama Academy Awards     | Millor actriu            | Jō no Kyōshitsu                                   | Guanyador |        |
| 2020 | 43rd Japan Academy Film Prize       | Millor actriu secundària | The Bucket List                                   | Nominat   |        |
| 2021 | 34th Nikkan Sports Film Awards      | Millor actriu            | What Happened to Our Nest Egg!?                   | Guanyador | [ 14 ] |
| 2021 | 46th Premis de Cinema Hochi         | Millor actriu            | What Happened to Our Nest Egg!?                   | Nominat   | [ 15 ] |
| 2022 | 64ns Premis Blue Ribbon             | Millor actriu            | What Happened to Our Nest Egg!?                   | Nominat   | [ 16 ] |
| 2022 | 45ns Premis de l'Acadèmia Japonesa  | Millor actriu            | What Happened to Our Nest Egg!?                   | Nominat   | [ 17 ] |